# 杭特·薛佛
杭特·薛佛（英語：Hunter Schafer，1998年12月31日—），美國演员，模特。
2017年，她开始为许多全球时尚品牌做模特。后于HBO影集《高校十八禁》中饰演主角之一的Jules。她还主演了电影《饥饿游戏：鸣鸟与蛇之歌》 (2023) 和《布谷鸟》 (2024)。

## 早年生活
薛佛出生於美國紐澤西翠頓，成長於北卡羅萊納羅里，有兩個妹妹，一個弟弟。高中時期，她曾參與抗議北卡羅來納州的〈Public Facilities Privacy & Security Act〉。她的母親是 Katy Schafer ，父親 Mac Schafer 則是一位長老教會牧師，公開積極的為美國的跨性別者權利爭取和發聲。薛佛是個跨性別者，並使用「她」（ She/ Her ）作為代名詞。高中時期，她曾參與抗議北卡羅來納州的〈Public Facilities Privacy & Security Act〉法案（ 又稱廁所法案（Bathroom Bill），該法案涉及歧視LGBTQ族群，其中有一條便是禁止人民使用非自己應對的生理性別的廁所，嚴重影響跨性別者的生活），並加入美國公民自由聯盟共同對抗該法案。
16歲時她搬至溫斯頓-撒冷就讀北卡羅來納藝術學院並於2017年畢業。她談及她一直想成為一個藝術家，特別是插畫漫畫。她也曾有意學習服裝設計。

## 模特兒生涯
2016年，薛佛在紐約市開啟她的模特兒生涯，並與Elite經紀公司簽約，並於隔年搬到紐約。她曾為Dior、Marc Jacobs、Loewe、Miu Miu等品牌走秀。
2021年，薛佛為資生堂全球代言並拍攝廣告。

## 演員生涯
《亢奋》是薛佛第一個演出作品，她在裡面飾演跨性別者女孩Jules Vaughn。在《亢奋》的特別篇“Fuck Anyone Who's Not a Sea Blob”中與該劇製作人山姆·雷文森共同撰寫劇本與製作。

## 個人生活
2019年，薛佛在Dazed雜誌採訪影片中稱自己性向認同為"closer to what you might call a lesbian"(近於你可能稱為女同志的[性向])。2021年12月，在回應一則推特粉絲留言時說明自己偏向雙性或是泛性戀(" I am like bi or pan or something")。
2022年2月，證實薛佛與高校十八禁的同框演員多米尼克·菲克正式交往。

## 影視作品

### 電影
| 年份 | 名稱                     | 角色          | 備註       |
| ---- | ------------------------ | ------------- | ---------- |
| 2021 | 龍與雀斑公主             | 渡邊瑠果      | 英語版配音 |
| 2023 | Cuckoo                   | Gretchen      | 後期製作   |
| 2023 | 飢餓遊戲：鳴鳥與游蛇之歌 | 提格莉絲·史諾 |            |

### 電視劇
| 年份  | 名稱 | 角色         | 備註              |
| ----- | ---- | ------------ | ----------------- |
| 2019- | 亢奋 | Jules Vaughn | HBO影集；主要角色 |

## 外部連結
- 杭特·薛佛在互联网电影资料库（IMDb）上的資料（英文）